# Baltimore Ravens 1997
La stagione 1997 dei Baltimore Ravens è stata la 2ª della franchigia nella National Football League.

## Scelte nel Draft 1997
| Giro | Giocatore        | Ruolo             | College       |
| ---- | ---------------- | ----------------- | ------------- |
| 1    | Peter Boulware   | Linebacker        | Florida State |
| 2    | Jamie Sharper    | Linebacker        | Virginia      |
| 2    | Kim Herring      | Free Safety       | Penn State    |
| 3    | Jay Graham       | Running back      | Tennessee     |
| 4    | Tyrus McCloud    | Linebacker        | Louisville    |
| 5    | Jeff Mitchell    | Offensive Lineman | Florida       |
| 6    | Steve Lee        | Running back      | Indiana       |
| 6    | Cornell Brown    | Defensive end     | Virginia Tech |
| 7    | Chris Ward       | Defensive end     | Kentucky      |
| 7    | Wally Richardson | Quarterback       | Penn State    |
| 7    | Ralph Staten     | Linebacker        | Alabama       |
| 7    | Leland Taylor    | Defensive tackle  | Louisville    |

## Calendario

### Stagione regolare
| Turno | Data               | Avversario              | Risultato          | Record             | Pubblico           |
| ----- | ------------------ | ----------------------- | ------------------ | ------------------ | ------------------ |
| 1     | 31/8/1997          | Jacksonville Jaguars    | S 28–27            | 0–1–0              | 61,018             |
| 2     | 7/9/1997           | Cincinnati Bengals      | V 23–10            | 1–1–0              | 52,968             |
| 3     | 14/9/1997          | at New York Giants      | V 24–23            | 2–1–0              | 69,768             |
| 4     | 21/9/1997          | at Tennessee Oilers     | V 36–10            | 3–1–0              | 17,737             |
| 5     | 28/9/1997          | at San Diego Chargers   | S 21–17            | 3–2–0              | 54,094             |
| 6     | 5/10/1997          | Pittsburgh Steelers     | S 42–34            | 3–3–0              | 64,421             |
| 7     | Settimana di pausa | Settimana di pausa      | Settimana di pausa | Settimana di pausa | Settimana di pausa |
| 8     | 19/10/1997         | Miami Dolphins          | S 24–13            | 3–4–0              | 64,354             |
| 9     | 26/10/1997         | at Washington Redskins  | V 20–17            | 4–4–0              | 75,067             |
| 10    | 2/11/1997          | at New York Jets        | S 19–16 (DTS)      | 4–5–0              | 59,524             |
| 11    | 9/11/1997          | at Pittsburgh Steelers  | S 37–0             | 4–6–0              | 56,669             |
| 12    | 16/11/1997         | Philadelphia Eagles     | P 10–10 (DTS)      | 4–6–1              | 63,546             |
| 13    | 23/11/1997         | Arizona Cardinals       | S 16–13            | 4–7–1              | 53,976             |
| 14    | 30/11/1997         | at Jacksonville Jaguars | S 29–27            | 4–8–1              | 63,712             |
| 15    | 7/12/1997          | Seattle Seahawks        | V 31–24            | 5–8–1              | 54,395             |
| 16    | 14/12/1997         | Tennessee Oilers        | V 21–19            | 6–8–1              | 60,558             |
| 17    | 21/12/1997         | at Cincinnati Bengals   | S 16–14            | 6–9–1              | 50,917             |

## Classifiche
| AFC Central              | AFC Central | AFC Central | AFC Central | AFC Central | AFC Central | AFC Central | AFC Central |
|                          | V           | S           | P           | %           | PF          | PS          | Str.        |
| ------------------------ | ----------- | ----------- | ----------- | ----------- | ----------- | ----------- | ----------- |
| (2) Pittsburgh Steelers  | 11          | 5           | 0           | .688        | 372         | 307         | S1          |
| (5) Jacksonville Jaguars | 11          | 5           | 0           | .688        | 394         | 318         | V2          |
| Tennessee Oilers         | 8           | 8           | 0           | .500        | 333         | 310         | V1          |
| Cincinnati Bengals       | 7           | 9           | 0           | .438        | 355         | 405         | V3          |
| Baltimore Ravens         | 6           | 9           | 1           | .406        | 326         | 345         | S1          |

## Premi
- Peter Boulware:

rookie difensivo dell'anno